# 硫黄細菌
硫黄細菌（いおうさいきん）とは、硫黄および硫化物を酸化する細菌の総称。
チオバクテリウム、チオバチルス、チオスピラ、ベッギアトアなどが主な属である。
化学合成硫黄細菌が硫化水素を酸化する反応式は
{\displaystyle {\ce {H2S\ + 1/2O2 -> H2O\ + S\ + 176kJ}}}
ベッギアトア属などはこのとき発生するエネルギーで炭酸同化すなわち化学合成を行う。
上記のような化学合成生物である硫黄細菌のほかに、光合成細菌である緑色硫黄細菌・紅色硫黄細菌などを含めて硫黄細菌とよぶ場合もある。有色バクテリア中のクロロビウムは沼水に生育し、嫌気的に硫化水素を電子受容体として光合成する。紅色硫黄細菌はバクテリオクロロフィルを持ち、光合成を行う。
チオバクテリウムは海水にいるもの、一般の土壌にいるものなどがあり、桿菌で非運動性である。
チオバチルスは水中または土壌中におり、小さな桿菌で非運動性または一端に鞭毛を有して泳ぐ。
チオスピラはやや曲がった桿菌で、両端がややとがり、鞭毛をもって泳ぐ。
ベッギアトア属は大きく、下水溝などに肉眼でも認められるような糸状体をつくる。
チオスリックス属もまた糸状で、硫化水素の存在する水中に住み、細菌内に、硫黄粒を形成する。